# Maria Encarnació Roca i Trias
María Encarnación Roca y Trías, també coneguda com a Encarna Roca (Barcelona, 26 d'abril de 1944), jurista catalana, és magistrada del Tribunal Suprem espanyol i magistrada (des de 2012) i vicepresidenta (des de 2017) del Tribunal Constitucional d'Espanya.

## Biografia
És llicenciada, des de 1966, i doctora en Dret per la Universitat de Barcelona. L'any 1979 va obtenir la condició de catedràtica de Dret civil a la mateixa universitat on va dirigir, fins al 1998, la Càtedra de Dret civil català Duran i Bas. A més n'ha estat vicerectora i secretària general entre els anys 1986 i 1993. Ha estat professora visitant a diverses universitats, entre les quals el Wolfson College d'Oxford (1995 i 1998), i ha participat en nombroses conferències jurídiques internacionals. El 2012 va ser investida doctora honoris causa per la Universitat de Girona.
El 1980 fou cofundadora de les Jornades de Dret Català a Tossa de Mar, en les quals ha participat regularment. La seva tasca investigadora s'ha centrat en el Dret civil català, el Dret de família i el Dret civil constitucional i també va ser directora de la Revista Jurídica de Catalunya (1996-2012). Va ingressar el 1995 a l'Institut d'Estudis Catalans com a membre numerari i és la primera dona que va ser escollida membre de l'Acadèmia de Jurisprudència i Legislació de Catalunya (1980) i de la Real Academia de Jurisprudencia y Legislación (2011).
Va ser membre de la Comissió Jurídica Assessora de la Generalitat de Catalunya (1983-2005) i el 2005 es va convertir en magistrada del Tribunal Suprem d'Espanya a la Sala Civil, la primera dona a fer-ho. En la pràctica jurídica ha destacat en el dret familiar, camp en el qual les seves sentències han establert jurisprudència en l'assoliment d'una igualtat més gran entre els sexes quant a drets i obligacions.
L'any 2012 va ser escollida magistrada del Tribunal Constitucional espanyol pel Congrés dels Diputats a proposta del Parlament de Catalunya. Va prendre possessió del càrrec el dia 23 de juliol. Durant el seu mandat es va posicionar a favor de validar la imparcialitat de l'aleshores president de l'organisme, Francisco Pérez de los Cobos, posada en dubte per la seva militància al Partit Popular mentre era magistrat del Tribunal. També en l'exercici d'aquesta responsabilitat va votar a favor d'acceptar a tràmit el recurs del Govern espanyol contra les dues modalitats de la consulta no referendària del 9 de novembre de 2014 convocada pel Govern de Catalunya sobre l'estatus polític de Catalunya amb relació a Espanya i que va suposar la suspensió de la convocatòria i de la Llei de consultes. Va votar, juntament amb la resta de membres de l'organisme, a favor de l'anul·lació dels preceptes nuclears de la llei esmentada, així com de la declaració com a inconstitucional de la consulta del 9 de novembre. El setembre de 2016, davant la presentació de la ponència que ella mateixa realitzà sobre el recurs contra la Llei catalana de protecció dels animals, va exposar el seu posicionament contra la prohibició dels espectacles taurins a Catalunya, comptant amb el suport de la resta de magistrats.
Va exerceir interinament la presidència del Tribunal Constitucional d'Espanya del 14 al 22 de març de 2017 després d'haver caducat els mandats com a magistrats dels seus anteriors president i vicepresidenta i fins l'elecció del nou president. També el 22 de març va ser elegida vicepresidenta del Tribunal.

## Obres
- Natura i contingut de la llegítima en el dret civil català (1976)
- El dret civil català en la jurisprudència (1977)
- Fundamentos de Derecho Civil de Cataluña (en 4 volums, 1979-82), amb Lluís Puig i Ferriol
- Institucions de dret civil de Catalunya (1984) amb Lluís Puig i Ferriol
- Familia y cambio social (1999)
- Derecho de daños (2007)

## Premis
Entre altres distincions, ha rebut els següents reconeixements:
- Premi Antoni M. Borrell i Soler de l'Institut d'Estudis Catalans (1973).
- Premi Duran i Bas del Col·legi d'Advocats de Barcelona (1977).
- Premi Miquel Casals Colldecarrera de la Fundació Congrés de Cultura Catalana (1995) compartit amb Lluís Puig i Ferriol.
- Medalla Narcís Monturiol (2002).
- Creu de Sant Jordi (2003).
- Premi Puig Salellas del Col·legi Notarial de Catalunya (2012).